# Karinia mexicana
Karinia mexicana là loài thực vật có hoa trong họ Cói. Loài này được (C.B.Clarke ex Britton) Reznicek & McVaugh mô tả khoa học đầu tiên năm 1994.